# Vern Leroy Bullough
Vern Leroy Bullough (* 24. Juli 1928 in Salt Lake City; † 21. Juni 2006 in Westlake Village) war ein US-amerikanischer Historiker, Hochschullehrer, Autor und Sexologe.

## Biographie
Bullough wurde 1928 in Salt Lake City, Utah geboren. Nach seiner Schulausbildung studierte Bullough an der University of Utah und erreichte 1951 den B.A. Danach besuchte er die University of Chicago, wo er den M.A. erlangte und 1954 den Ph.D. schaffte. 1981 gelang ihm der B.Sc.N. an der California State University, Long Beach.
Bullough war als Professor an der State University of New York (SUNY) und California State University beschäftigt. Als Präsident leitete er die Society for the Scientific Study of Sexuality. Er war Dekan des Natur- und Sozialwissenschaftlichen Instituts am Buffalo State College in Buffalo, New York. Bullough gehörte zu den Mitgründern der Organisation American Association for the History of Nursing. Bullough schrieb und edierte fast 50 Bücher und verfasste viele Kapitel in weiteren Büchern. Des Weiteren veröffentlichte er zahlreiche Artikel in verschiedenen Publikationen. Bullough war in erster Ehe mit Bonnie Bullough, Hochschullehrerin an der State University of New York, verheiratet, mit der er mehrere Bücher gemeinschaftlich verfasste und vier Kinder hatte. 1996 verstarb Bonnie Bullough. In zweiter Ehe heiratete Bullough Gwen Brewer, eine emeritierte Hochschullehrerin für englische Literatur an der California State University.

## Veröffentlichungen (Auswahl)
- History of Prostitution, New Hyde Park, NY: University Books, 1964, (übersetzt in Italienisch als Italian as Storia Della Prostituzione, Mailand: dall Oglio, 1967)
- Issues in Nursing, New York: Springer Publishing Company, 1966 (gemeinsam mit Bonnie Bullough)
- Man in Western Civilization, New York: Holt, Rinehart and Winston, 1970
- An Annotated Bibliography of Homosexuality, Transvestism, and Transsexualism, New York: Garland Publishers, 1976 (gemeinsam mit Dorr Legg, Barret Elcano, James Kepner)
- Expanding Horizons for Nurses, New York: Springer, 1977 (gemeinschaftlich mit Bonnie Bullough)
- The Scientific Revolution, New York: Holt, Rinehart and Winston, 1969, Neudruck: Huntington Park, NY: Robert E. Krieger, 1978
- Homosexuality: A History, New York: NAL, 1979; Hardcover, New York: Garland, 1979
- Sexual Practice and the Medieval Church, Buffalo:Prometheus Books, 1982 (gemeinschaftlich mit James Brundage)
- The Subordinated Sex, Athens, GA: University of Georgia Press, 1988 (gemeinschaftlich mit Brenda Shelton und Sarah Slavin)
- Cross Dressing, Sex and Gender, Philadelphia: University of Pennsylvania Press, 1993 (gemeinschaftlich mit Bonnie Bullough)
- Handbook of Medieval Sexuality, New York: Garland, 1996
- Historical Encyclopedia of Birth Control, ABC Clio, 2001
- Before Stonewall: Trailblazers and Founders of the Gay and Lesbian Movement, Haworth Press, 2002
- Universities, Medicine and Science in the Medieval West, Ashgate Publ, Vereinigtes Königreich, 2004

## Auszeichnungen und Ehrungen
Bullough erhielt den Alfred Kinsey Award.
1992 bekam Bullough den Humanist Service Award von der Organisation International Humanist and Ethical Union (IHEU) verliehen. Bullough gilt heute als bedeutender Sexologe und Historiker und als einer der Pioniere in der Erforschung von abweichenden Sexualverhalten.

## Sekundärliteratur
- Volkmar Sigusch und Günter Grau (Hrsg.): Personenlexikon der Sexualforschung. Frankfurt/M., New York: Campus 2009, S. 94–97. ISBN 978-3-593-39049-9